# Новгородов, Павел Анатольевич
Павел Анатольевич Новгородов (род. 8 июня 1978 года, г. Новосибирск) — российский экономист, ректор Новосибирского государственного университета экономики и управления с 2021 г. 

## Биография
Новгородов Павел Анатольевич родился в Новосибирске в 1978 году.
В 1999 г. окончил Новосибирский государственный университет (НГУ) по специальности «Математические методы и исследование операций в экономике». В 2001 г. завершил обучение в магистратуре НГУ по направлению «Экономика».
С 2001 до 2004 г. обучался в аспирантуре Новосибирского государственного университета экономики и управления (научный руководитель — Новиков Александр Владимирович), в 2004 г. защитил диссертацию по специальности 08.00.10 — Финансы, денежное обращение и кредит по теме «Оценка финансовой устойчивости негосударственных пенсионных фондов».
Павел Новгородов на протяжении нескольких лет работал на руководящих должностях в производственных и финансовых компаниях. С 2006 г. по 2013 г. занимался различными коммерческими проектами в области управления активами, консалтинга, оценки и дополнительного образования.
Параллельно занимался преподавательской и научной деятельностью в Новосибирском государственной университет экономики и управления (НГУЭУ) на должностях ассистента, старшего преподавателя, доцента кафедры «Ценные бумаги». С 2016 г. и по настоящее время — доцент кафедры финансового рынка и финансовых институтов НГУЭУ. Павел Новгородов выступил автором и соавтором 32 научных публикаций, в том числе 12 публикаций в изданиях ВАК. Темы научных публикаций — интеллектуальный капитал и его оценка, управление вузами, модель предпринимательского университета, финансовые рынки, институты и инструменты, финансовая устойчивость.
В 2013—2014 гг. работал заместителем начальника управления инвестиционной политики и территориального развития экономики министерства экономического развития Новосибирской области. С 2014 г. занимал пост проректора НГУЭУ.
С 2016 года Павел Новгородов является членом экспертной группы Агентства стратегических инициатив (АСИ) в Новосибирской области, членом Общественного совета при министерстве финансов и налоговой политики Новосибирской области. В 2015-2017 годах — член Наблюдательного совета ГАУ Новосибирской области «Новосибирский областной фонд поддержки науки и инновационной деятельности», с 2019 — состоит в Наблюдательном совете АНО «Новосибирский дом финансового просвещения».
18 декабря 2020 г. назначен и.о.ректора НГУЭУ. 3 февраля 2021 г. утвержден Минобрнауки России в качестве ректора НГУЭУ. Согласно приказу, Павел Новгородов утвержден в должности ректора вуза на пять лет — с 4 февраля 2021 года по 3 февраля 2026 года. 
В 2022 г. стал "Человеком года" по версии издания "Деловой квартал"

## Некоторые научные публикации
1. Formation of entrepreneurial universities in russia: focus on intellectual capital. Novgorodov P.A., Novikov A.V. В сборнике: Economic and Social Development. Book of Proceedings 47th International Scientific Conference on Economic and Social Development. 2019. С. 229—336.
2. Новгородов, П. А. Интеллектуальный капитал: понятие, сущность, структура / П. А. Новгородов // Вестник Удмуртского университета. Серия Экономика и право. – 2017. – Т. 27, № 2. – С. 38-49. – EDN YLFTZP.
3. Новгородов, П. А. Эффективность деятельности вузов: от мониторинга и рейтингов к оценке интеллектуального капитала / П. А. Новгородов // Управленец. – 2018. – Т. 9, № 1. – С. 48-55. – EDN YQROAB.
4. Новгородов, П. А. Оценка стоимости интеллектуального капитала вуза: методический аспект / П. А. Новгородов // Известия Уральского государственного экономического университета. – 2019. – Т. 20, № 1. – С. 78-94. – DOI 10.29141/2073-1019-2019-20-1-6. – EDN YYSINV.
5. Новгородов, П. А. Финансовая устойчивость негосударственных пенсионных фондов: сегодня и завтра / П. А. Новгородов // ЭКО. – 2011. – № 3(441). – С. 69-77. – EDN NRCRWD.